# Дженифър Уайт
Дженифър Уайт (на английски: Jennifer White) е американска порнографска актриса.
Родена е на 7 февруари 1988 г. в град Агура Хилс, щата Калифорния, САЩ. Тя е от смесен етнически произход – холандски, английски, руски, еврейски и украински.
През март 2018 г. е публикувана първата ѝ книга – „Моят първи път: Еротичните фантазии на Дженифър Уайт“, съдържаща колекция от истории от реалния живот на актрисата.

## Награди и номинации
Номинации
- 2011: Номинация за AVN награда за най-добра нова звезда.[4]
- 2014: Номинация за AVN награда за най-добра актриса – „Стриптизьорката“.[5]
- 2014: Номинация за XRCO награда за супермръсница.[6]